# Roberto Solónzano
Roberto Gerardo de Jesus Solónzano Sanabria  (ur. 26 kwietnia 1945 w Alajueli, zm. 30 stycznia 2022 w San Nicolás) – kostarykański judoka. Olimpijczyk z Monachium 1972, gdzie zajął dziewiętnaste miejsce w wadze półciężkiej.

## Letnie Igrzyska Olimpijskie 1972
| Konkurencja | Eliminacje            | Klas. końcowa |
| Konkurencja | I runda               | Miejsce       |
| ----------- | --------------------- | ------------- |
| 93 kg       | Eduard Aellig (AUT) P | 19.           |